# Neotanaidae
Neotanaidae é uma família de crustáceos pertencentes à ordem Tanaidacea.
Géneros:
- Carololangia Gardiner, 1975
- Harpotanais Wolff, 1956
- Herpotanais Wolff, 1956
- Neotanais Beddard, 1886
- Venusticrus Gardiner, 1975